# Campionati africani di badminton 1994
I Campionati africani di badminton 1994 si sono svolti a Port Elizabeth, in Sudafrica. È stata la 6ª edizione del torneo, organizzato dalla Badminton Confederation of Africa.

## Podi
| Evento              | Oro                            | Argento                                    | Bronzo                                     |
| Singolare maschile  | Eddy Clarisse                  | Johan Kleingeld                            | Danjuma Fatauchi                           |
| Singolare maschile  | Eddy Clarisse                  | Johan Kleingeld                            | Agarawu Tunde                              |
| Singolare femminile | Lina Fourie                    | Martine de Souza                           | Dayo Oyewusi                               |
| Singolare femminile | Lina Fourie                    | Martine de Souza                           | Marie-Josephe Jean-Pierre                  |
| Doppio maschile     | Nico Meerholz Alan Phillips    | Stephan Beeharry Eddy Clarisse             | Lennerd Benade Tyrone Kloppers             |
| Doppio maschile     | Nico Meerholz Alan Phillips    | Stephan Beeharry Eddy Clarisse             | Danjuma Fatauchi Agarawu Tunde             |
| Doppio femminile    | Lina Fourie Tracey Thompson    | Marie-Josephe Jean-Pierre Martine de Souza | Obiageli Olorunsola Bisi Tiamiyu           |
| Doppio femminile    | Lina Fourie Tracey Thompson    | Marie-Josephe Jean-Pierre Martine de Souza | Bianca Kustner Heidi Spinas                |
| Doppio misto        | Alan Phillips Augusta Phillips | Johan Kleingeld Lina Fourie                | Nico Meerholz Tracey Thompson              |
| Doppio misto        | Alan Phillips Augusta Phillips | Johan Kleingeld Lina Fourie                | Stephan Beeharry Marie-Josephe Jean-Pierre |
| Gara a squadre e    | Sudafrica                      | Mauritius                                  | Nigeria                                    |
| Gara a squadre e    | Sudafrica                      | Mauritius                                  | Namibia                                    |